# Вівінт-Смарт-Гоум-арена

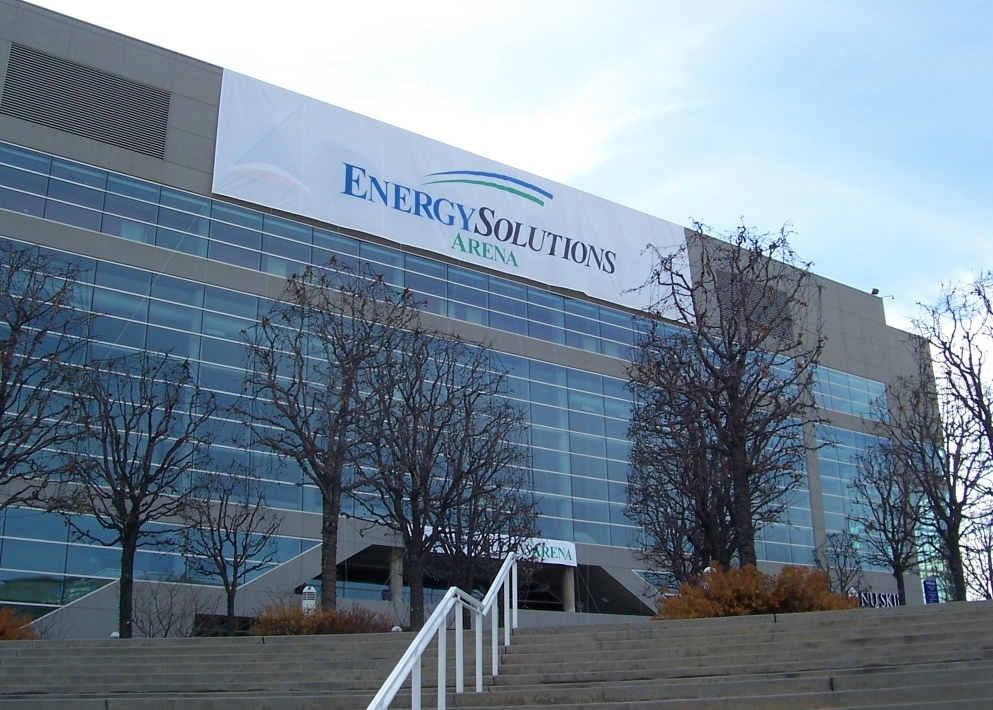
Енерджі-Солушнс-арена

«Енерджі-Солушнс-арена» (англ. Vivint Smart Home Arena) — спортивний комплекс у Солт-Лейк-Сіті, Юта (США), відкритий у 1991 році. Місце проведення міжнародних змагань з кількох видів спорту і домашня арена для баскетбольної команди Юта Джаз, НБА.
Координати : 40°46′6″ пн. ш. 111°54′4″ зх. д. / 40.76833° пн. ш. 111.90111° зх. д.

## Місткість
- Баскетбол: 19 911;
- Хокей із шайбою: 14 000.